# زيزون
زيزون بلدية في منطقة السقيلبية في محافظة حماة في سورية. تقع قرية زيزون النموذجية الجديدة على بعد حوالي 100 كم إلى الشمال الغربي من مدينة حماة وسط سهل زراعي خصيب. وقد شيدت في عام 2002 بعد كارثة انهيار سد زيزون لإيواء العائلات التي تضررت منازلها بفعل انهيار السد.
تبلغ مساحة المخطط التنظيمي لقرية زيزون 35.5 هكتار وتضم في مخططها التنظيمي 1504 شقق سكنية إضافة إلى مجمع للدوائر الحكومية مؤلف من مركز للاتصالات ووحدة إرشادية ووحدة بيطرية ومستوصف صحي ومخفر للشرطة ومركز بلدية وروضتي أطفال وسوقين تجاريين. القرية مخدمة بشبكة طرق يبلغ طولها 8.5كم وشبكة صرف صحي تخدم نسبة 100% من سكان القرية وشبكة هاتف وشبكة مياه للشرب ويوجد 5 حدائق عامة.
يبلغ عدد سكان قرية زيزون 6000 نسمة يعتمد أغلبهم في معيشته على الزراعة وتشتهر قرية زيزون بزراعة الخضار الباكورية.